# Birger Sjöberg-sällskapet

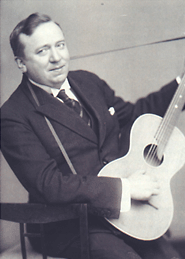
Birger Sjöberg

Birger Sjöberg-sällskapet, bildat i Vänersborg 1961, är ett litterärt sällskap tillägnat författaren och skalden Birger Sjöberg (1885-1929).
Sällskapets syfte är enligt dess stadgar:
| ”                                    | ...att vidmakthålla intresset och vidga förståelsen för Birger Sjöberg och hans verk samt att främja forskningen om honom. I detta syfte skall sällskapet utgiva en skriftserie, vari skola publiceras skrifter av och om Birger Sjöberg. | „ |
| – Birger Sjöberg-sällskapets stadgar | |   |

Sällskapet ger sedan 1962 ut en årsskriftserie på ca 200 sidor, med både delar av Sjöbergs litterära kvarlåtenskap och olika artisters insjungningar på fonogram. Materialet har delvis hämtats från det arkiv av efterlämnade manuskript som förvaras i Göteborgs universitetsbibliotek. Bland skriftseriens många bidragsgivare märks borgarrådet Yngve Larsson och författarna Johannes Edfelt, Birgitta Holm, Maria Bergom Larsson och Stellan Mörner. 
Nuvarande ordförande (2009) är litteraturprofessorn Eva Haettner Aurelius och vice ordförande är trubaduren Maria Lindström. En ständig medlem i sällskapet var musikern Lars Bertil Jönsson.

## Utgivning
- Birger Sjöberg-sällskapets skriftserie. Vänersborg. 1962-1986. Libris 3685735